# Манипур

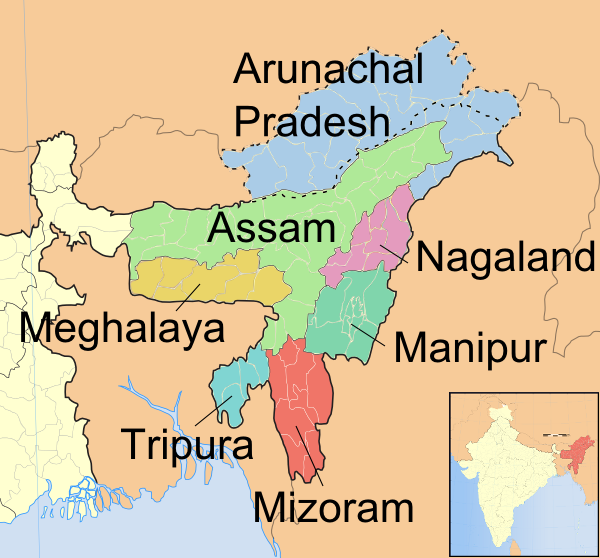
Манипур и штаты северо-восточной Индии

Манипу́р (манипури মনিপুর / ꯃꯅꯤꯄꯨꯔ; англ. Manipur, хинди मणिपुर) — небольшой по территории штат на востоке Индии. Столица и крупнейший город — Импхал. Население 2 721 756 человек (24-е место среди штатов; данные 2011 г.). Коренная этническая группа — манипури. Площадь территории 22 327 км² (23-е место). В Манипуре преобладает индуизм.
Политическая ситуация в штате крайне нестабильна, в Манипуре активны боевики из различных группировок освободительных движений, и въезд в штат для иностранцев требует особого разрешения.

## География и климат
Манипур расположен в северо-восточной части Индии, граничит с штатами Нагаленд (на севере), Мизорам (на юго-западе), Ассам (на западе) и с Мьянмой (на востоке и юге). Площадь штата составляет 22 327 км². Столица Манипура, город Импхал, расположен в долине овальной формы, окружённой горами. Долина расположена на высоте 790 м над уровнем моря и занимает территорию около 2000 км². Горные хребты предотвращают проникновение в регион как холодных северных ветров, так и циклонов с Бенгальского залива.
На территории штата находятся бассейны четырёх рек: Барак (на западе), Манипур (центральные районы), Ю (на востоке) и Ланье (на севере). Крупнейшая река штата — Барак, основные притоки включают: Иранг, Маку и Туйвай. Основные реки в бассейне реки Манипур включают: Импхал, Ирил, Намбул, Секмай, Чакпи, Тхоубал и Кхуга.
Можно выделить два основных географических региона: окраинные холмистые районы штата с узкими долинами, а также равнинную центральную часть, включающую несколько холмов. Эти регионы различны не только в физико-географических характеристиках, но и в своей флоре и фауне. На центральной равнине находится крупное озеро Локтак, общая площадь озёр штата составляет 600 км². Высота Манипура над уровнем моря варьируется от 40 м в Джирибаме до 2994 м вблизи Мао-Сонгсонга.
Климат Манипура довольно благоприятен, максимальные летние температуры достигают +32…+36 °С, зимой температуры иногда падают ниже нуля. Среднегодовой уровень осадков варьируются от 933 мм в Импхале до 2593 мм в Теменглонге.

## История
Манипур, как и другие территории северо-востока Индии, никогда не входил в состав всеиндийских империй, и по своей культуре и традициям значительно отличается от остальной Индии.
В 1891 году Манипур вошёл в Британскую империю.
Во время Второй мировой войны Манипур стал ареной жестоких сражений между Японией и союзниками. Японцы не смогли войти в Импхал и вынуждены были отступить.
В 1947 году в Манипуре была установлена демократическая форма правления во главе с махараджей, исполнительным советом и выборным парламентом. В 1949 году махараджу вызвали в Шиллонг (тогда столицу Ассама). 21 сентября 1949 года махараджа подписал соглашение о вхождении Манипура в Индию, парламент и правительство Манипура было распущено, а Манипур был присоединён к Индии со статусом штата типа «С». В 1956 году Манипур получил статус союзной территории, а в 1972 году — полноценного штата.
С 1970-х годов в Манипуре стало разворачиваться освободительное движение за суверенитет, которое в том числе активно прибегало к насилию и вооружённой борьбе.
В мае 2023 года в Манипуре произошли столкновения между представителями народностей куки и мейтхеи (манипури). В результате этих столкновений погибли 60 человек и 230 получили ранения.

## Административное деление
Штат Манипур делится на девять округов.
| № | Округ (рус.)     | Округ (анг.)  | Территория, км² | Население, чел. (2001) |
| - | ---------------- | ------------- | --------------- | ---------------------- |
| 1 | Вишнупур         | Bishnupur     | 496             | 208 368                |
| 2 | Чурачандпур      | Churachandpur | 4570            | 227 905                |
| 3 | Чандел           | Chandel       | 3313            | 118 327                |
| 4 | Восточный Импхал | Imphal East   | 709             | 394 876                |
| 5 | Западный Импхал  | Imphal West   | 519             | 444 382                |
| 6 | Сенапати         | Senapati      | 3271            | 283 621                |
| 7 | Таменглонг       | Tamenglong    | 4391            | 111 499                |
| 8 | Тхоубал          | Thoubal       | 514             | 364 140                |
| 9 | Укхрул           | Ukhrul        | 4544            | 140 778                |

## Население
По данным на 2011 год население штата составляет 2 721 756 человек, средняя плотность населения — 121,90 чел./км². 58,9 % населения живёт на равнине, оставшиеся 41,1 % — в горных и холмистых районах. Население холмистых районов представлено народами нага (ронгмей и так далее), куки и более мелкими племенами (главным образом мейтей, пангал).
Городское население составляет около 33 %, уровень грамотности — около 68,9 %.
Официальные языки штата: манипури и английский. Манипури используется здесь как язык межнационального общения и используется во всех сферах. Народы горных районов используют около 29 различных языков и диалектов, основные из них: тхадоу-куки, танкхул, хмар, пайте, мао и ронгмей.
Индуизм исповедует около 47 % населения Манипура, христианство — 34 %, ислам — 8,3 %.

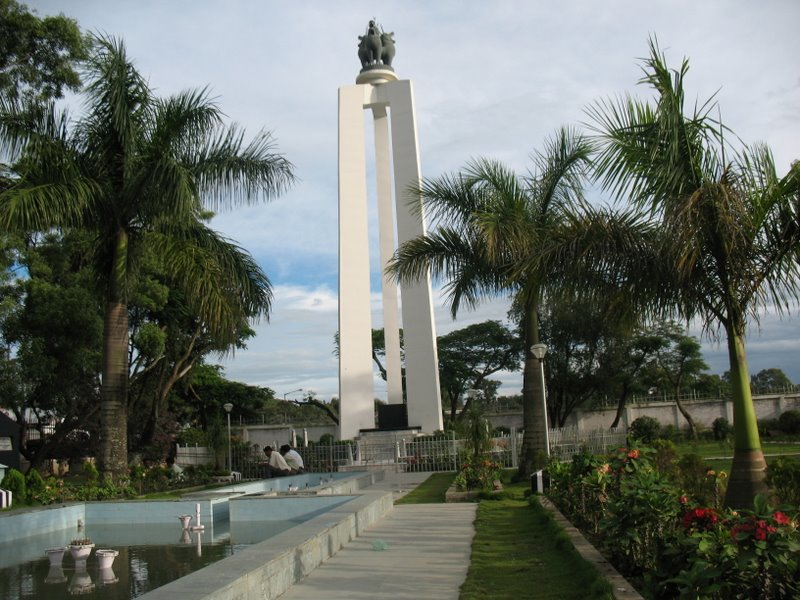
Символ государства Кангла-Ша

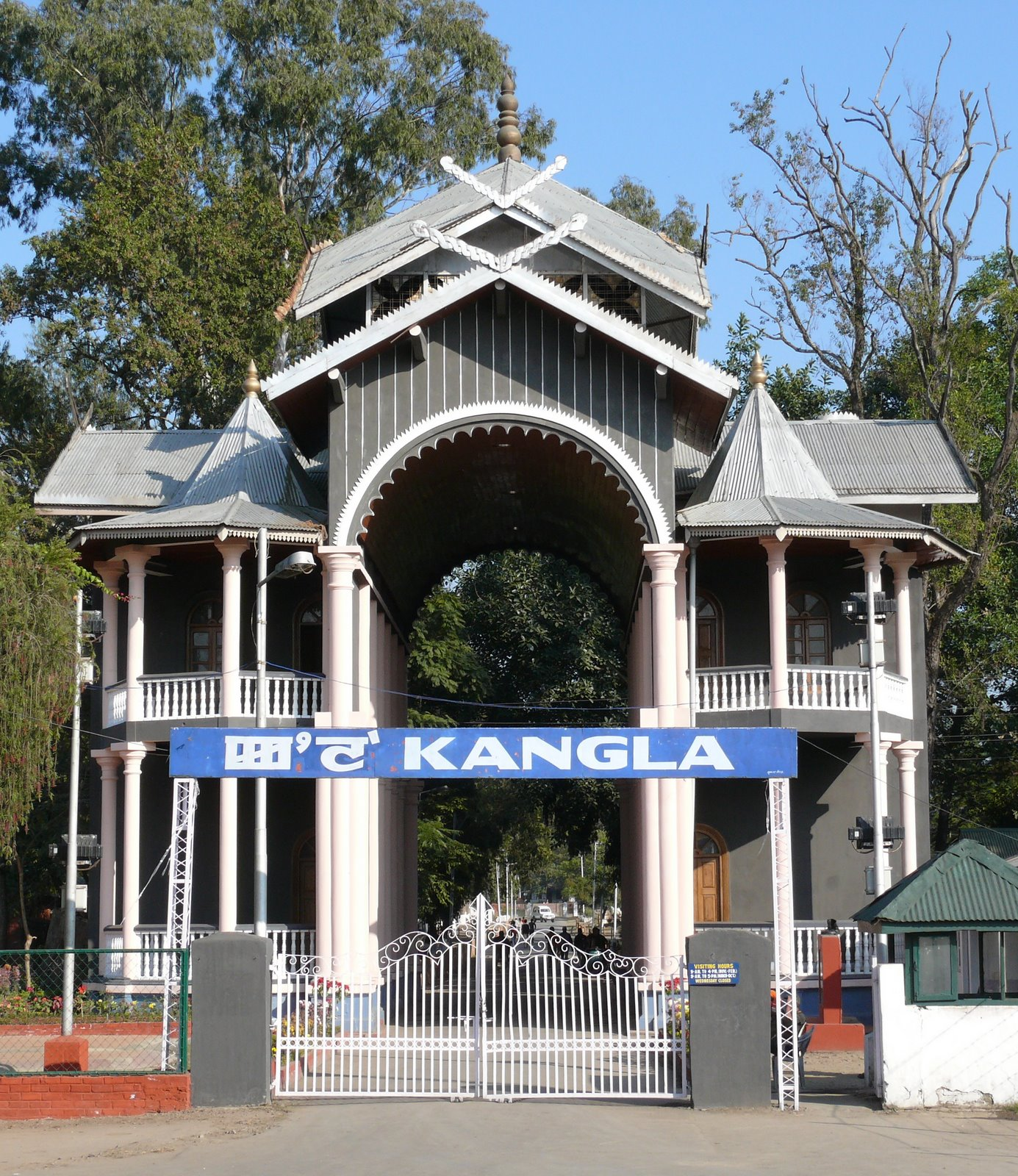
Ворота Кангла у дворца Кангла

Динамика численности населения:
- 1951 — 578 000 чел.
- 1961 — 780 000 чел.
- 1971 — 1 073 000 чел.
- 1981 — 1 421 000 чел.
- 1991 — 1 837 000 чел.
- 2001 — 2 294 000 чел.

## Транспорт
Аэропорт Импхала принимает рейсы из Дели, Колкаты, Гувахати и Агарталы. Национальное шоссе № 39 связывает Манипур с ближайшей железнодорожной станцией в Димапуре (штат Нагаленд, расстояние от Импхала — 215 км). Общая длина дорожной сети составляет 7170 км, соединяет все основные города штата.